# Hadviselés az ókori Egyiptomban

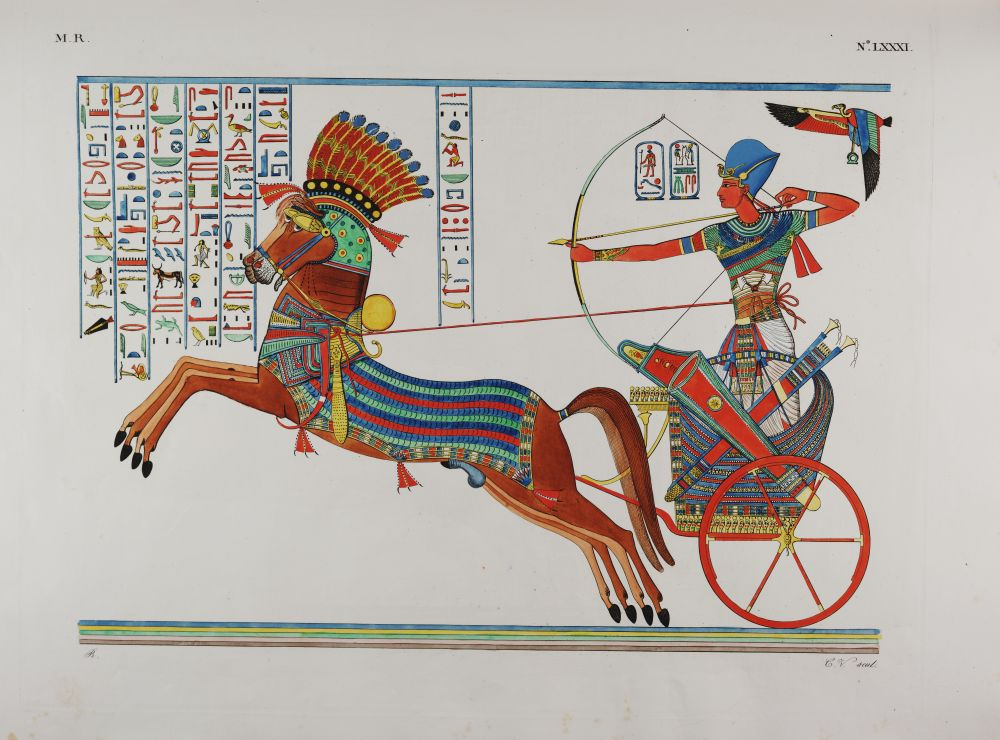
Egyiptomi harci kocsi 19. századi itáliai ábrázolása ókori képek alapján

Az ókori Egyiptom

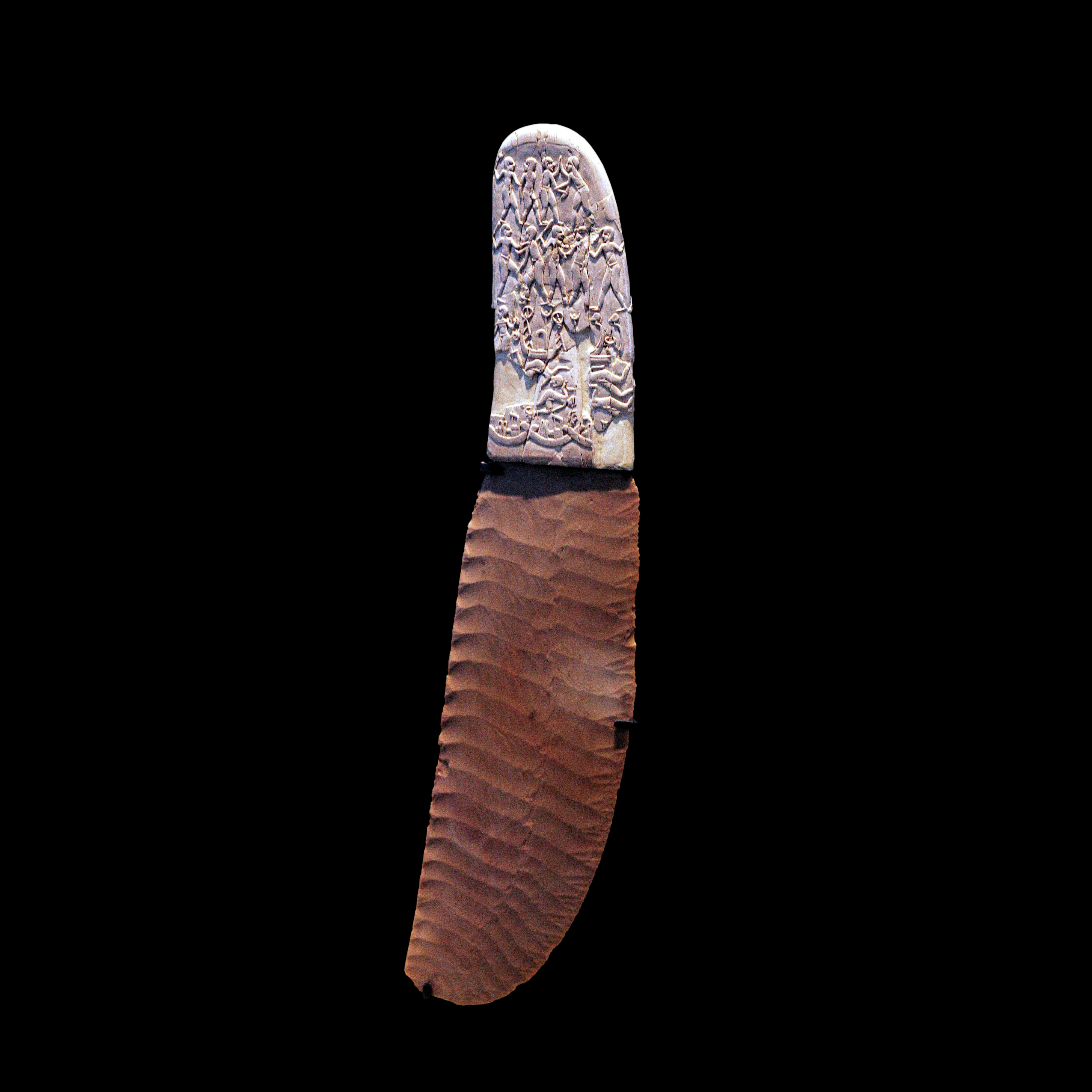
A Gebel el-Arak-i kés (i. e. 3450 körül)

Az ókori egyiptomi hadviselés mintegy 3000 éven keresztül fejlődött. Eredete a szaharai vadász-pásztor közösségek harcaira nyúlik vissza. Alsó- és Felső-Egyiptomnak az i. e. 3. évezred eleje (i. e. 2900) körüli egyesítésével, az első fáraó uralmának megszilárdulásával jött létre az egységes Egyiptomi Birodalom. Egyiptom fő katonai törekvése több évezredes története során a termékeny folyóvölgy iránti külső, a déli Núbiából, a nyugati Líbiából, illetve a Sínai-félsziget felől érkező támadások visszaverése volt. Erődítményeket, katonai támaszpontokat és ellenőrző pontokat létesítettek a határokon, amelyek nagyobb támadások esetén riasztották az ország fő haderőit. Ezen kívül az egyiptomi állam erős korszakaiban délen folytattak hódító hadjáratokat, illetve katonai hatalmuk fellendülése idején katonai műveleteket vezettek északkeletre, időnként egészen a mai Szíria területéig. A központi hatalom meggyengülése idején, az úgynevezett átmeneti korokban viszont belháborúk sújtották az országot.
Az egyiptomi állam kialakulásától kezdve bukásáig folyamatosan keleties, despotikus jellegű volt. A fáraó által megtestesített központi hatalom az élet minden területére kiterjedt, így természetesen a hadseregre is. (Az ázsiai termelési mód elméletének hívei ezért tartják ezt az államot e teória egyik legjobb példájának.) Egyéni hőstettekre, azok megéneklésére itt nem lehet találni példát, mint például a homéroszi görög korban. Minden siker a fáraó érdeme, a kor irodalma, a feliratok és a papiruszok csak az ő hőstetteit örökítik meg, kudarcok a feliratokban és papiruszokban fennmaradt „állami propaganda” számára nem léteztek.
Már az Egyiptomi óbirodalom és a középbirodalom idején komoly katonai erőt tudott összpontosítani az állam a hadi vállalkozásaihoz, de jelentős állandó hadsereget ekkor még nem tartottak fenn. Az egyiptomi hadviselés az újbirodalom idején, a nagy katonafáraók vezetésével érte el legmagasabb fejlettségét, amikor az ország állandó haderejével az akkor általuk ismert világ legerősebb katonai hatalma volt. Katonai erőfölényüket az ekkor vezetett nagy hódító hadjáratok is jelezték. Ezután már lassú hanyatlás következett, külföldi hódítók sikereivel, i. e. 31-ben pedig Róma meghódította az országot és egyik tartományává tette.
Az óegyiptomi katonák fő fegyverei az egész korszakban a személyi ütő-, szúró- és hajítófegyverek voltak. Anyaguk főleg fa, kő, majd réz, bronz volt, a kor végén jelentek meg a vasfegyverek. Az íjászok a hadsereg elitjéhez tartoztak. Az Újbirodalom idején tűntek fel a Közel-Keletről átvett harci kocsik. A lovasság csak az egyiptomi későkorban alakult meg, és a kengyel ismerete nélkül harci szerepe korlátozott maradt.

## Előzmények
A mai Egyiptom területén talált legrégebbi, harci cselekményekkel összefüggésbe hozható régészeti leletek i. e. 10 000 körüli időkből származnak. Vádi-Halfa környékén tártak fel egy abból az időszakból származó, 52 férfi, nő és gyermek maradványait tartalmazó tömegsírt. A Qadan-kultúra idejéből, az i. e. 13 000 – i. e. 9000 közötti időszakból származó sírokban már nyílhegyeket is találtak, némelyiket emberi csontokba ágyazódva. A korabeli társadalom a vadászat mellett már elsősorban szarvasmarha-tenyésztésből élt, a törzsek közötti konfliktusok főleg ebből származtak. Ezekben a közösségekben minden fiúgyermek potenciális harcosnak számított. A kor kultúrája a leletek alapján nagyban emlékeztet a jelenlegi vagy közelmúltbeli nagy afrikai marhatenyésztő kultúrákra, főleg a maszájokéra.

## Archaikus kor

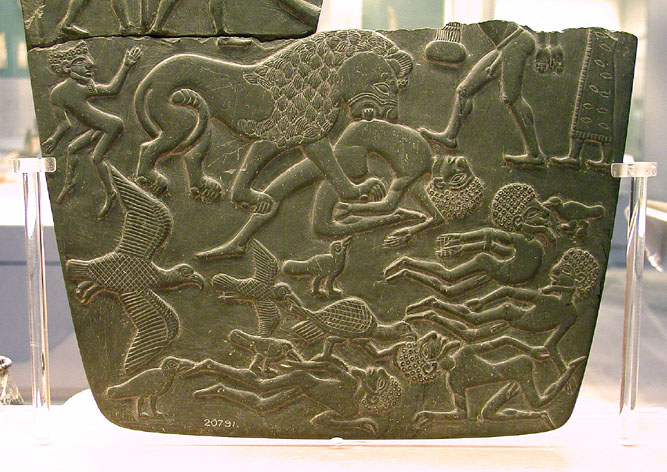
A háború-paletta, amely a Nagada-kultúra utolsó szakaszából származik

A Szahara kiszáradásával párhuzamosan az ősi marhatenyésztő törzsek egyes csoportjai a Nílus völgyében telepedtek le. A thiniszi korban már élénk honvédő csatározásokat folytattak déli és nyugati szomszédjaikkal. Az ország egyesítése a felső-egyiptomi erők révén nagy lökést adott a társadalmi fejlődésnek katonai téren is. A kor hadászatáról már művészi ábrázolások is tanúskodnak, mint a Gebel el-Arak-i kés elefántcsont nyelén látható harci jelenetek, valamint a neheni 100. számú sír falfestményei. Ezeken már feltűntek az olyan, később ikonikussá vált, az egyiptomi művészetben hosszú évszázadokon át újra és újra megjelenő jelenetek, mint a két, bottal és pajzzsal felszerelt harcos párbaja, valamint az uralkodó ábrázolása, amint buzogánnyal kivégzi a foglyokat. A Narmer-paletta vésetei is jelentős katonai vonatkozású elemeket tartalmaznak, ezeket általában az ország egyesítéséért folytatott harcok ábrázolásának tekintik. A predinasztikus korból, Diospolis Parva lelőhelyéről származik a világ eddig ismert legrégebbi katonai modellje, amely egy fal mögül figyelő két harcost ábrázol agyagból megformázva.
Már az archaikus korból, az I. dinasztia idejéből maradtak fenn sziklafeliratok, amelyek sikeres hadjáratokat örökítettek meg. A II. dinasztia korából fennmaradt sírfeliratok tartalmazzák az uralkodó címei között az „idegen földek meghódítója” fordulatot, ami arra utal, hogy az ország határain rendszeres volt a katonai tevékenység. E korai időszak fáraói közül soknak a neve is kiemelte a harciasság fontosságát (Hór-Aha, azaz Hórusz harcosa, vagy I. és II. Skorpió).

## Óbirodalom
A megszilárduló óbirodalom idejéből viszonylag kevés katonai vonatkozású lelet maradt fenn. Állandó hadsereg létezéséről nem tudni, de az uralkodók időnként szerveztek nagyobb hadjáratokat a szomszédok ellen. Sznofru fáraó egy lázadás leverésére Núbiába vezetett sereget, amiből aztán a – fennmaradt győzelmi jelentések szerint – sok fogollyal és szarvasmarhával tért vissza. (Ez a téma a szarvasmarha-tenyésztő törzsek közötti háborúkra utal vissza.) Az egyiptomi hadsereg ebben a korban alkalmi célokra szervezett katonaságot jelentett, amit nagyszámú nem katonai elem is elkísért, köztük nők is. Az Óbirodalom harcosainak fegyverzete még nagyon egyszerű volt, a közelharcra fabuzogányt – egyszerűbben szólva bunkósbotot – és kovakőből pattintott kést használhattak, távolsági fegyverként az egyszerű íj és nyíl, a parittya és a hajítófa szolgált. Megjelentek a rézkardok is, amelyek életlen döfőkardok, azaz nagy méretű tőrök. A hadsereg parancsnoksága a fegyverház volt, amelynek állandó vezetője volt, de hadseregszervezet nem létezett. A nemesség alkalmilag vonult háborúba, a hivatásos katonákat és zsoldosokat nem sokra becsülték. Családonként két fiú volt hadköteles.
Sznofru idejében indult meg a szervezett hajózás az Égei-tenger és a levantei partok, valamint a Vörös-tengeren Punt irányába. A kereskedelmi hajózás ebben a korban egyidejűleg katonai tevékenységet is jelentett, minden hajónak készen kellett állnia támadások visszaverésére, de alkalomadtán más katonai feladatok végrehajtására is.
Ismeretes, hogy a hadjáratok mellett a távoli bányák védelmében is szerepet kapott a hadsereg. Az Óbirodalom kezdetének tekintett III. dinasztia idejéből maradtak fenn adatok arról, hogy a Sínai-félszigetre réz és türkiz bányászatára indult expedíciót katonaság kísérte.
Az Óbirodalom korából fennmaradt két katona önéletírása is. Egyikük I. Pepi fáraó egyik ázsiai (valószínűleg a Sínai-félsziget felé indított) hadjáratának bizonyos részleteit írja le. Ebből is kitűnik, hogy a hadsereget kimondottan e hadjárat céljára toborozták. Sírfestmények ugyancsak hódító hadjáratokra utalnak. Az egyik egy várostromot ábrázol meglehetős részletességgel, egy képbe foglalva az egymást követő történéseket. Egy másik festményen szerepel az ostromlétra és a fegyverek között a kapa is, amivel a földből, nyers téglából készült falakat megbontották.
Az ugyancsak ebből a korból származó úgynevezett Piramisszövegek rituális kannibalizmusról tanúskodnak: a megölt ellenség egyes testrészeit az uralkodó elfogyasztotta annak érdekében, hogy átvegye tőle annak mágikus erejét.

## Középbirodalom
Az Óbirodalmat követő első átmeneti kor idején Núbiában független fejedelmek uralkodtak. Ekkor hozták létre az első állandó, helyi katonai egységeket. Az Egyiptomot újra egyesítő I. Montuhotep megkezdte az elvesztett területek visszahódítását, személyesen is ellátogatott Észak-Núbiába. Ekkor már hivatásos katonákból állt a hadsereg magja. Komolyabb déli hódításokra csak a következő, XII. dinasztia idején, I. Szenuszert uralkodásának 18. évében került sor. Az első és a második katarakta között jelentős támaszpontokat építettek ki, de a birodalom befolyása túl is terjedt a katonailag ellenőrzött területeken. Kermában jelentős egyiptomi kereskedelmi kolónia alakult ki. A dinasztia legnagyobb uralkodója, III. Szenuszert négy hadjáratot vezetett a núbiai törzsek ellen és nagy területeket hódított meg. Csapatai felvonultatása érdekében az első katarakta mellett óriási hajózócsatornát építtetett. Az új határokon komoly erődítményeket emelt (Buhen, Szemna, Uronarti). A határt ezután generációkon át éberen őrizték. A déli kereskedőknek csak Mirgissza (Iken) erődjéig, a második kataraktáig engedélyezték a hajózást a Níluson.
Északkeleten, a Sínai-félsziget irányában Egyiptom ebben a korban védelemre rendezkedett be. I. Amenemhat fáraó a Nílus deltájának keleti oldalán kiépíttette az úgynevezett Uralkodói Fal erődrendszerét, ami hatékony védelmet nyújtott a betörések ellen, ugyanakkor fedezte a másik két hadjáratot, a Núbia és Líbia ellen indítottakat. A núbiai hadjárat eredménye a térség pacifikálása volt, így Buhenben ismét megnyílhattak az I. Pepi óta bezárt rézbányák is. Támadó hadjáratot csak III. Szenuszert indított északi irányban, egy büntetőexpedíciót, amelynek során Palesztináig hatoltak el az egyiptomi csapatok. Ezt az tette lehetővé, hogy addigra már 17 védelmi erőd állt Núbiában, illetve hatszáz évvel később, II. Ramszesz egyik írnoka ennyiről tudott. A núbiai mentőakció nevű régészeti leletmentés során 12 erődöt tártak fel, ennyi biztosan volt.

## Újbirodalom

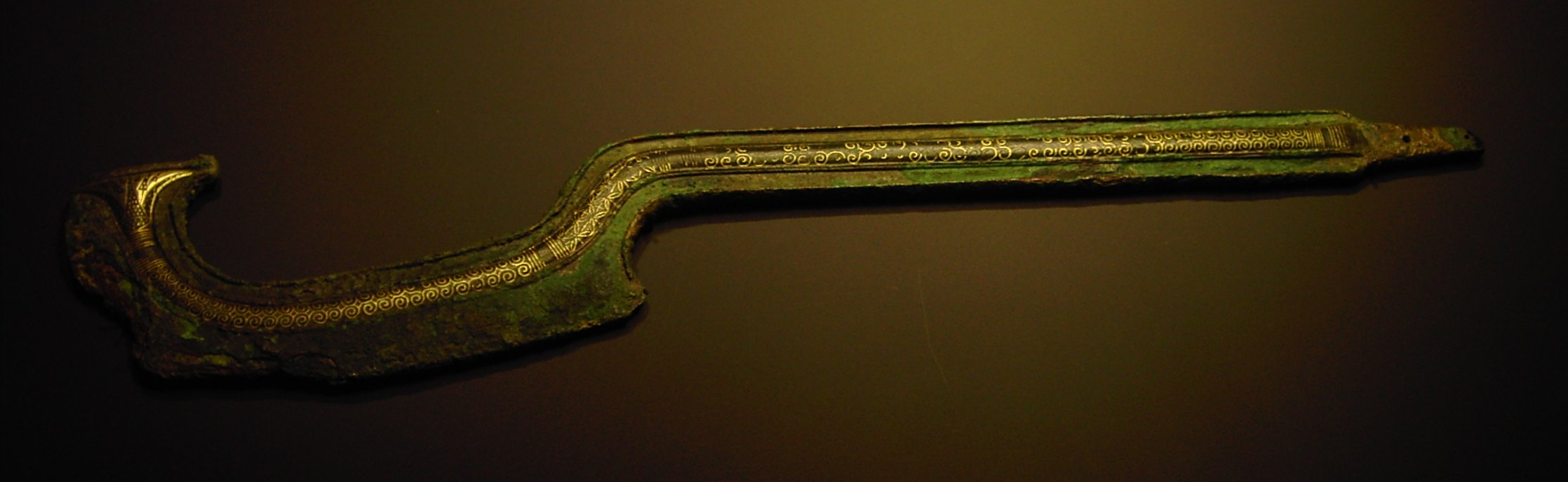
A hepes

Az Újbirodalom kora előtt a hivatásos fegyveresek feladata csak az uralkodó és környezetének védelme, a határok és a legfontosabb útvonalak felügyelete volt. A katonafáraók viszont nagyszabású hódítási törekvéseik miatt hatékony, jól felfegyverzett és fegyelmezett állandó hadsereget állítottak fel. Nőtt a hivatásos katonák száma, de emellett a háborúk idején civileket is besoroztak. A fegyverzetben jelentős újításokat vezettek be. Ekkortól az életlen rézkard helyett bronz vágókardokat, és bronzveretekkel erősített összetett íjakat használtak. A bronzkard i. e. 1300 körül teljesen kiszorította a hagyományos egyiptomi kardot, a több mint ezer éven át használt ḫepešt. A sereg felosztása megmaradt a hagyományos íjász–kopjás rendszerben, de kiegészült a harci szekeres alakulatokkal.
III. Thotmesz 54 éves uralkodása alatt 17 hadjáratot vezetett északkeletre, délen pedig a negyedik kataraktáig kiterjesztette a határokat. Elfoglalta Megiddó városát, meghódította Szíriát. Legyőzte Mitanni államát, átkelt az Eufráteszen és hídfőt létesített annak túlsó partján.
I. Széthiről tudjuk, hogy ötezer fős, három csapattestre osztott sereggel rendelkezett, II. Ramszesz pedig már négy, egyenként ötezer fős hadosztályt állított föl, amelyeket egy-egy istenségről – Széth, Ré, Ámon és Ptah – nevezett el, és az ő oltalmukba ajánlott. Az Ámonról elnevezett, Thébában elszállásolt egység mellékneve „Értékes íj”, a Héliopoliszban állomásozó egységé pedig „Sokkarú” volt. A négy hadosztály egyenként 20 századra, azok pedig öt ötvenfős szakaszra oszlottak. A csapattestparancsnoktól a századok jelvényhordozóin keresztül a szakaszvezetőkig jól szervezetten működtek a csapatok, betartva a szolgálati rendet.
A legfelső katonai vezetés irányítása alatt írnokok serege tevékenykedett, ők voltak a felelősek a logisztikáért, mai katonai kifejezéssel a hadtápért. Az írnokok részletes feljegyzéseket készítettek többek között a hadizsákmányról, a foglyokról, a beszerzésekről, a harci kocsikon szükségessé vált javításokról, a kiosztott fegyverekről, az emberveszteségekről, a katonák magaviseletéről. A katonai írnokok később a civil életben gyakran „főhivatalnokokként” folytatták pályafutásukat. Három fáraóról – Horemheb, I. Ramszesz és I. Széthi – is ismeretes, hogy a katonai irányításnál kezdték karrierjüket.
Az egyiptomi hadsereg utolsó nagy sikereit a tengeri népek felett aratta (nílus-deltai csata, dzsáhi csata). Ezután az ország belső politikai hanyatlása miatt a hadsereg is lassú bomlásnak indult.
Az ókori Egyiptom harmadik átmeneti korában a déli Kusita Királyság hódította meg a sok apró fejedelemségre hullott Egyiptomot. Ebből az időből származik Pianhi (más átírással Pye, i. e. 751–716) kusita király győzelmi sztéléje, amely nem csak a történeti eseményeket sorolja fel részletesen, hanem betekintést enged a kor hadviselési módszereibe is, különös tekintettel az ostromokra és a Níluson hajózó csapatok közötti összecsapásokra. Az értékes forrásból elsősorban az derül ki, hogy az uralkodó szigorú fegyelmet követelt meg harcosaitól.

## A háborúk és a vallás

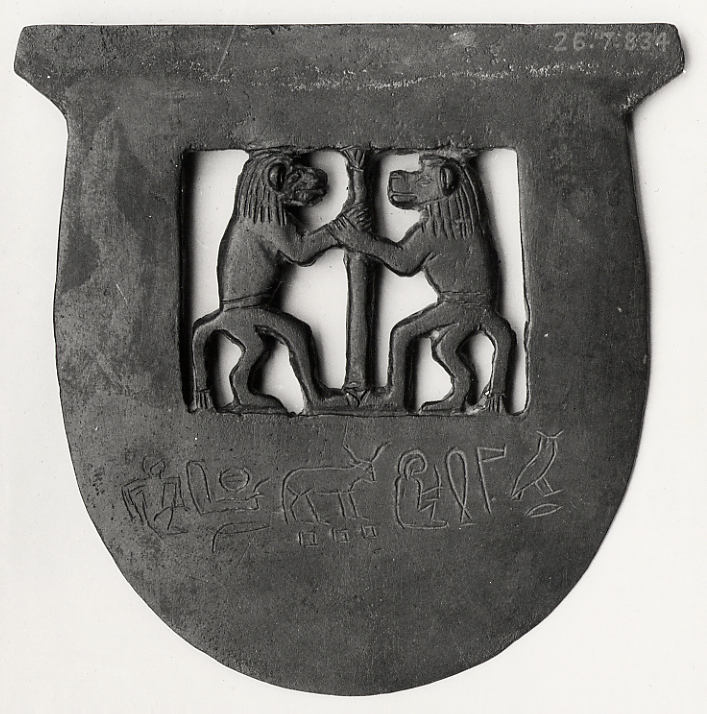
Rituális fejsze két pávián ábrázolásával egy pálmatörzs körül

Az egyiptomiak ősidőktől kezdve nagy szerepet tulajdonítottak isteneiknek a csatáikban. Már az Óbirodalom idején íródott Piramisszövegek, Egyiptom és a világ legrégebbi fennmaradt vallásos szövegei, tele vannak a pusztítás, a kannibalizmus és a csonkítás erőszakos jeleneteivel. Az Újbirodalom idejéből származó Halottak Könyvében az istenek legtöbbször felfegyverkezve jelennek meg, és katonákkal megrakott hadi csónakokon közlekednek.
Az egyik legrégebbi egyiptomi mítosz Ozirisz fiának, Hórusznak és fivérének, Széthnek a küzdelméről szól. Az Ozirisz-mítosz lényegében a törzsi társadalmak felbomlásakor a világ sok helyén lejátszódó konfliktusról szól, amikor a hatalom öröklésének régi szokása, a felnőtt fivér öröklése helyébe az egyenesági leszármazott hatalomra kerülése lép. Az ő vetélkedésük is véres fegyveres konfliktusban jelenik meg.
Az Újbirodalom idején domborodott ki az egyik legrégebbi egyiptomi teremtő főisten, Ámon katonai szerepe. Az ekkoriban uralkodó katonafáraók Ámon fiainak tekintették magukat, az ő útmutatása alapján indultak hadba, tőle várták az isteni segítséget a harcmezőn és neki (azaz a papjainak) ajánlották a zsákmány tekintélyes részét. A fordulatos kádesi csata után II. Ramszesz Ámonnak tulajdonította a saját megmenekülését és a végső győzelmet.
Az egyiptomi vallás az istenek világát a földi élet tükörképének képzelte el. Ennek jegyében az isteneket is gyakran ábrázolták felfegyverkezve, harci helyzetekben. Ámon a képmásain gyakran visel sisakot és páncélt, valamint a felsőkarjához csatolt tőrt és az övébe tűzött kardot. A túlvilágot bemutató képeken, domborműveken gyakran szerepelnek az istenek, amint a csónakjuk orrában állva gerellyel veszik fel a küzdelmet Apóphisszal, a sötétség urával. Hórusz gyakran látható az uralkodók szerepkörében, amint buzogánnyal végez a foglyokkal. Széth, a viharok istene, az egyik képen III. Thotmesz fáraót oktatja az íj és nyíl használatára. Apedemak oroszlánistent egy helyen íjászként jelenítik meg, lábainál megkötözött foglyokkal.

## A hadsereg állománya

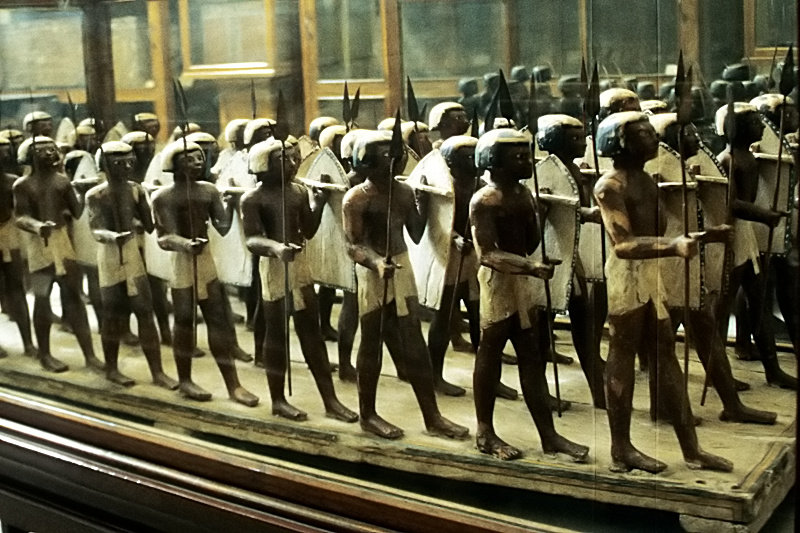
Egyiptomi lándzsások az első átmeneti korból, Meszehti sírjából

Az egyiptomi történelem korai időszakaiban a fáraók haderejüket egy-egy hadjáratra toborozták. Az Óbirodalom vége felé szívesen alkalmazták ilyen célra a harcias núbiai törzsek tagjait, a Középbirodalom és az Újbirodalom idején a külföldi zsoldosok közül az ázsiaiak (közel-keletiek) és líbiaiak voltak a népszerűbbek.
Az utánpótlás egy részét a már kora gyermekkorukban katonának szánt fiúk adták. Az Újbirodalom idejéből fennmaradt az írástudók iskolájából származó hosszabb szöveg, amelyben a fiúgyermekeket igyekeznek elriasztani a katonai pályától, a végletes nehézségeket hangsúlyozva. A történészek szerint ezek a túlzások, amikhez hasonlókat több más foglalkozással, így a földműveléssel szemben is megfogalmaztak és a tanulókba sulykoltak, főleg arra szolgáltak, hogy elviselhetőbbé tegyék számukra az írnokká nevelés ugyancsak szigorú körülményeit.
Az Újbirodalom idejére a hadsereg sorait túlnyomórészt sorozás útján töltötték fel, a katonák zsoldot kaptak. Háborús időkben gyakori volt a kényszertoborzás, még a papnövendékek sem voltak biztonságban. A kiképzés nehéz volt, a harci gyakorlatok mellett hosszú meneteléseket is végrehajtottak. Menetelés közben már ekkoriban is katonanótákat énekeltek. A fegyelem ellen vétőket szigorúan megvesszőztették a társaikkal. A szökésért halálbüntetés járt, de a családjukat is börtönbe vetették. A kemény fegyelem mellett a parancsnokok igyekeztek jó ellátást biztosítani és jó hangulatot fenntartani a táborokban. A tiszteknek természetesen kiemelt ellátás járt. A katonáknak perspektívát is nyújtottak: a veteránok földet, marhákat, rabszolgákat kaphattak leszerelésük után.
Gyakran előfordult, hogy a hadjáratok során szerzett foglyok arra alkalmas részét besorozták az egyiptomi seregbe. Emellett jelentős számban fogadtak fel külföldi zsoldosokat. Különösen III. Thotmesz nagy hódításai után a leigázott népek fiai közül sokan álltak zsoldosnak, núbiaiak, líbiaiak, ázsiaiak vagy a tengeri népek közül a sardanák, akiket leginkább a szárdokkal azonosítanak, de vannak olyan vélemények is, hogy a kis-ázsiai Szardeisz lakói voltak. A külföldiek egyes csoportjai az egyiptomi hadseregen belül önálló egységeket alkottak, másokat vegyes csapatokba osztottak be. II. Ramszesz egyik egységében például 1900 egyiptomi, 1600 kehek, 880 fekete, 520 sardana és 100 maswasa szolgált. Ehnaton a későbbiekben is elterjedt gyakorlat szerint testőrségét is a külföldi zsoldosokból válogatta, akiket kevésbé lehetett bevonni az esetleges belső egyiptomi összeesküvésekbe. III. Amenhotep testőrei núbiaiak voltak, II. Ramszeszéi sardanák. A núbiaiak kiemelkedő íjászoknak számítottak, a líbiaiak pedig a harci kocsi hajtásában voltak kiválóak. Az egyiptomi későkorban a leggyakrabban alkalmazott zsoldosok a föníciaiak, a károk és a görögök voltak.
Az egyiptomi állam nagyra becsülte a külföldi zsoldosok hűségét. A fáraó seregének szabad emberként voltak tagjai a korábbi legyőzöttek, ugyanolyan elbánásban részesültek, mint a helybéliek. Zsoldot kaptak, feleségükkel, családjukkal együtt élhettek a katonai támaszpontokon, esetleg gazdálkodhattak is kis parcelláikon. Az egyszerű egyiptomi nép azonban általában idegenkedett a külföldiektől.

### Egyenruha
Az egyiptomi közkatona nem hordott egyenruhát, sem a hadjáratok során, sem a támaszpontokon. Az Óbirodalom idején legtöbbjük még teljesen meztelen volt, legfeljebb ágyékkötőt vagy hímvesszőtokot hordott. A nagyobb ágyékkötő később általánossá vált, de a katonák továbbra is mezítláb jártak. A tisztek tunikaszerű ruhát vettek magukra. A külföldi zsoldosok színesebben öltözködtek, büszkén viselték nemzeti öltözetüket, jelképeiket a fáraó előtti díszszemlék során.

### Elismerések
A kiemelkedően harcoló katonákat a sikeres hadjáratok után a zsákmányból megjutalmazták. Az egyiptomi óbirodalom idején már hagyománnyá vált, hogy a legjobb katonák a fáraótól aranyat kaptak, mégpedig viselhető formában, mint karperec, nyakék vagy lánc. Ezt a katonai kitüntetést a „bátorság aranyának” nevezték. Az Újbirodalom idején egyre inkább formalizálódtak a kitüntetések, máig tovább élő tradíciók alakultak ki. A kitüntetés lehetett díszes, aranyozott fegyver: lándzsa, tőr vagy pallos. A kitüntetés testen hordható formái is megjelentek: az aranylánc, amin egy oroszlánfigura, vagy – ami a legnagyobb kitüntetés volt – három stilizált légy függött. (Az egyiptomi forróságban szüntelenül támadó legyeket ezek szerint nem a szemtelenség, hanem a bátorság fogalmával társították.)
Az elismerések kiérdemléséhez a megölt ellenséges katonák összeszámlálásán keresztül vezetett az út. A győztes csaták után a harcmezőn az ellenség holttesteiről levágták a kezüket vagy a hímtagjukat, és ezt szolgáltatták be az írnokoknak a jelentésük elkészítéséhez.

### Zsákmányolás
Természetesen minden zsákmány elméletileg a fáraó tulajdonának számított, de a zsákmányolás a csaták során egyéni célokat is szolgált, és helyenként akadályozta a katonai célok elérését. A legértékesebbek a lovak és a harci kocsik voltak. A megiddói csata után III. Thotmesz kilencszáz ellenséges kocsit és 1800 lovat zsákmányolt. (A számok értékelésénél célszerű figyelembe venni, hogy a korban már igen fejlett volt az állami propaganda is, és a győzelmi jelentések gyakran eltúlzottak voltak.) A legyőzöttek településeit kifosztották. Az élelmiszerkészleteket, a ruházatot, az értékesebb mozdítható tárgyakat összegyűjtötték és elszállították. Az embereket, beleértve a nőket és gyermekeket, az állatállománnyal együtt elhajtották. Amit nem tudtak elvinni, azt – a pszichológiai hadviselés részeként – elpusztították, kivágták a fákat, ültetvényeket, felégették a házakat. Ha nem semmisítették meg teljesen a meghódítottak javait, országát, akkor súlyos hadisarcot vetettek ki rájuk. Egyiptom főleg faanyagot, lovat, kocsit követelt adóban. A hadifoglyokból rabszolgák lettek, esetleg besorozták őket az egyiptomi hadseregbe. A legyőzött vezetők fiait egyiptominak nevelték. A férfi és női rabszolgákat gyakran a harcokban kitűnt katonák között osztották szét. Egy részük szerencsés is lehetett, a feljegyzések szerint előfordult, hogy az ilyen rabszolgák teljesen beilleszkedtek és az adott család egyenjogú tagjaivá váltak.

## Erődítmények

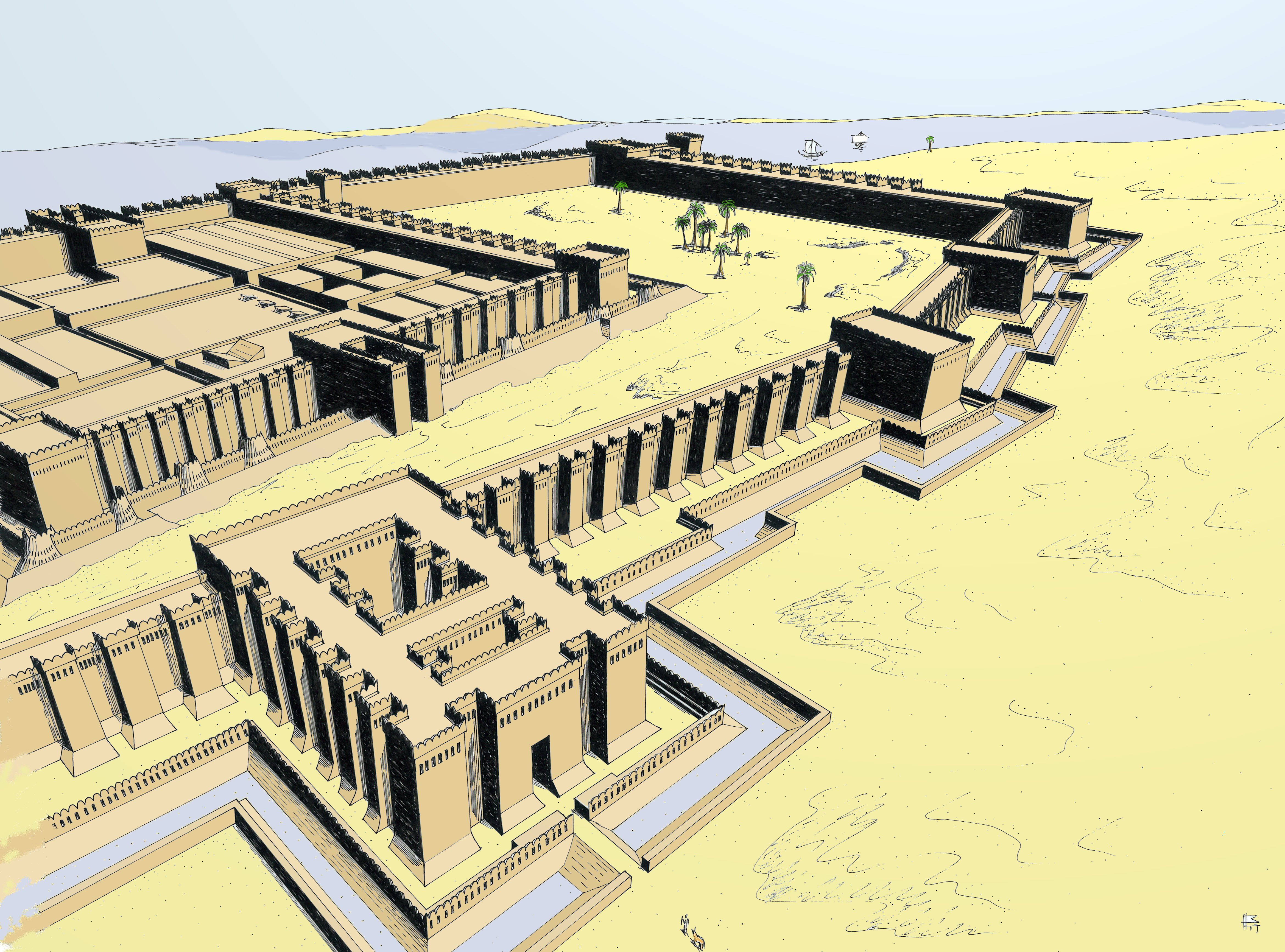
Buhen erődjének rekonstrukciós rajza

A Nílus termékeny völgye és a sivatag közötti határon már korán megkezdték erődítmények létesítését, főleg a líbiai és a núbiai törzsek támadásainak visszaverésére. Az erődök létesítéséről, illetve ostromáról tanúskodó első bizonyítékok, agyagmodellek és palettákra karcolt ábrázolások formájában, az i. e. 3100 körüli időszakból maradtak fenn. A predinasztikus korból jelentős erősségek maradványait sikerült feltárni. Neheb (El-Kab) és Nehen testvérvárosok erődjeit a Nílus jobb és bal partján ekkoriban ovális alakban vették körül a falak. A korai dinasztikus korban ezeket téglalap alaprajzban épült falak váltották fel. Ekkor már fellegvárakat is építettek, téglából készült bástyás falakkal. Abüdoszban hasonló erőd maradványait találták meg.
Az erősségek ostromának módszerei azok építésével párhuzamosan alakultak ki. A támadó hadsereg körülvette a falakat, kiéheztetésük céljából megakadályozta a védők közlekedését. Megiddó ostroma a közelében lezajlott nagy csata után hét hónapig tartott. Más esetekben rohamokkal, a falak megbontásával igyekeztek a várat elfoglalni. A falak 10 méteres magasságáig ostromlétrákat is alkalmaztak, ezeket lehetőség szerint a helyszínen készítették el. Az erődök falait ezért már korán nagy magasságúra építették. Hadicseleket is alkalmaztak, egy újbirodalmi szöveg megemlékezik arról, hogy az egyiptomi sereg III. Thotmesz fáraó idején Jaffa ostrománál nagy kosarakba rejtett el katonákat, majd ezeket a vár kormányzójának adományozta.
Az Óbirodalom kezdetén Dzsószer fáraó a sírkerület bástyákkal, fülkékkel tagolt, nagy részben fennmaradt falát valószínűleg a korabeli Memphisz városának fala mintájára építtette.
A Középbirodalom idején Egyiptom Núbia nagy részét, a Nílus második kataraktájáig elfoglalta, és a megszállt területeken hatalmas téglavárak rendszerét építette ki, kettős pártázatos fallal, bástyákkal. Alaprajzuk a terep adottságainak felelt meg, Semna például háromszög alaprajzú volt, más erődök viszont négyzetesek.
Az Újbirodalom idején minden egyiptomi határon erősen megnőtt a határerődítmények száma, így a Sinai, azaz Ázsia felé vezető utakon is. A nagyméretű erődöknek a napon szárított agyagtéglából, döngölt földből készült falai 4-8 méter vastagok voltak, előttük még széles árok is húzódott. Bennük állandó helyőrség volt, természetesen megfelelő számú írnokkal együtt. Az erősségek szerepe sokoldalú volt: előőrs, kaszárnya, postaállomás, határőrség, vámhivatal, a hadsereget ellátó raktárközpont.
Az utazókat szigorúan ellenőrizték, az írnokok mindenről feljegyzést készítettek. Fennmaradt például egy jelentés, amely szerint „itt járt 32 beduin és három szamár”. A helyőrségek feladata volt kíséretet adni a Szíriába és Libanonba igyekvő kereskedelmi karavánoknak is.
Az elő-ázsiai hadjáratok során az egyiptomiak megismerték az ottani erődtípusokat is, és a tapasztalatok egy részét otthon is hasznosították. Elterjedtek a befelé szűkülő bejáratú, emeletes, lőréses kapubástyák. Ilyet építettek Medinet Habuban a III. Ramszesz palotatemplomát körülvevő 17 méter magas fal bejáratának két oldalára is. A 22 méter magas, téglából épült tornyokat mészkőlapokkal burkolták, emeleteiken lakóhelyiségek voltak, és domborművekkel díszítették külsejüket, belsejüket egyaránt.

## Haditengerészet
A Nílus ősidőktől Egyiptom ütőere volt és a hadviselésben is nagy szerepet játszott. A katonák mozgatását lehetőség szerint a folyamon oldották meg. A logisztikai feladatok végrehajtásán túl fokozatosan egyre bonyolultabb vízi hadműveleteket is végrehajtottak, mint például a hükszoszok elleni, Kamosze fáraó által vezetett háború idején Avarisz ostroma a Nílus deltájában.
A szállítás fő, ősi eszköze a nádkötegekből összeállított csónak volt. Emellett később deszkafalú hajókat is építettek, amelyek fontos harci eszközökké váltak, bár a korai példányoknak még belső bordázatuk sem volt. Az evezős rabszolgák a főfedélzet alatt ültek. A kormányevezőt egy személy kezelte.
A tengeri hajózás még nagyon fejletlen volt, bár III. Thotmesz a Memphisz melletti Peru-neferben hajóépítő telepet létesített, hogy ott hajókat gyártsanak egy libanoni hadjárat céljára. III. Ramszesz a tengeri népek elleni harc céljaira építtetett hajórajt, és mesterei igyekeztek felhasználni a kor tengeri hadviselésében tapasztalt tengerésznemzeteknek az eredményeit. A Hatsepszut korabeli kecses vízi járművek helyett zömökebb, magas oldalú hajókat építettek. Ezek révén Egyiptom tengeri hatalommá is vált.
A gyönyörű faragványokkal díszített, hangzatos nevű („Vad Bika”, „Istenek Lelke”, vagy „Egyiptom Csillaga”) hajókon 20 evezős mellett 30 harcos kapott helyet, akik a fedélzetről támadták az ellenséges hajókat nyíllal, parittyával, miközben társaik igyekeztek megcsáklyázni az ellenséges vízi járműveket, kampós botokkal elkapni kötélzetüket. Amint sikerült a két hajót egymás mellé állítani, a harcosok megrohamozták az ellenfél fedélzetét, és kézitusában vitték döntésre a harcot. Az egyiptomiak a tengeri csatákat is igyekeztek a szárazföld közelében megvívni, hogy a parthoz szorított ellenféllel szemben támogatást kaphassanak a parton lévő íjászaiktól.

## Fegyverek, fegyverzetek

### Ütőfegyverek

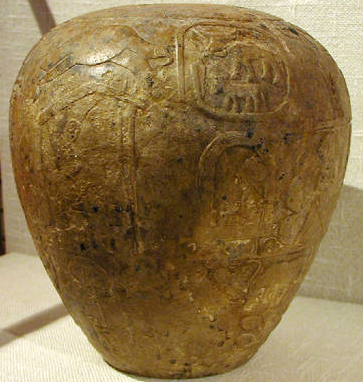
Narmer buzogánya

A bot, majd a botra erősített kő, a bunkó a legősibb emberi fegyverek közé tartozik. Az egyszerű bunkó is nagy karrierre jutott az egyiptomi hadviselésben és ikonográfiában egyaránt, sőt még az európai középkorban is. A nyélre erősített, egyre nemesebb anyagokból készült ütőfej, a buzogány uralkodói hatalmi jelképpé vált. Az egyiptomi falfestményeken, sziklavéseteken gyakran szerepel az uralkodó, amint bunkójával, a fejükre mért csapással kivégzi a megkötözött hadifoglyokat. A régmúltban minden bizonnyal tényleges törzsfőnöki cselekedet idővel szimbolikussá vált. A későbbiekben a buzogány sokat vesztett katonai jelentőségéből. Hatékonyságát azzal igyekeztek fokozni, hogy az ütőfejet éles peremű koronggá képezték ki. Szerepét azonban fokozatosan átvette a hatékonyabb fejsze. A buzogány, illetve utóda, a nemes anyagból készült jogar azonban még a középkorban is királyi jelkép volt.

### Szúró- és vágófegyverek

#### Harci fejsze

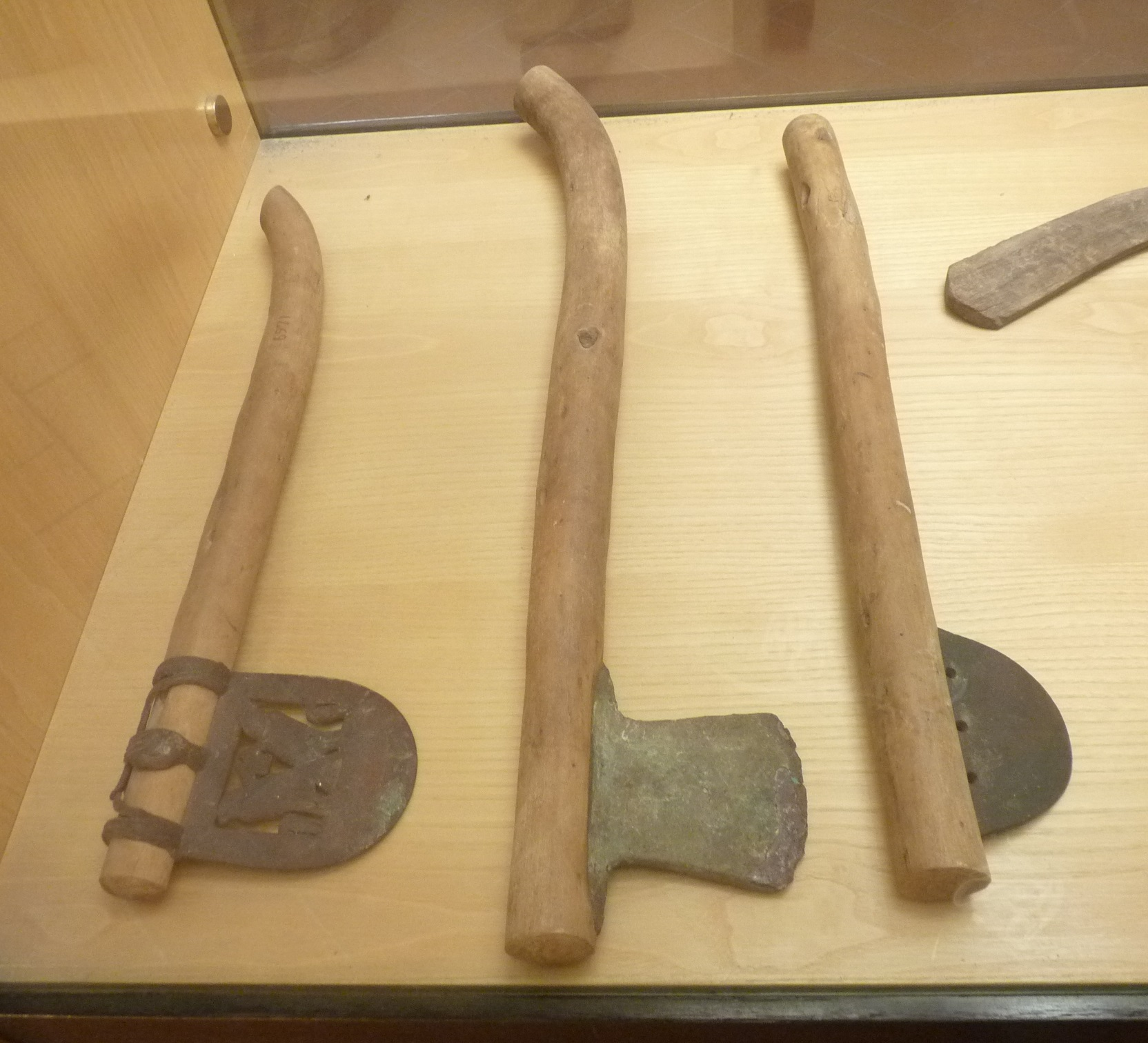
Egyiptomi harci fejszék

A bunkó fejének kiélezésével alakult ki a fejsze. Ilyen leleteket találtak már az i. e. 45 000 körüli korból is. Az ókori Egyiptomban a fejsze és annak különböző változatai fontos szerepet kaptak a mindennapi életben és a hadviselésben is, ennek megfelelően művészi ábrázolásuk is sokoldalú volt, és leletekben is bőségesen kerültek elő.

#### Egyiptomi kard
A jellegzetes formájú egyiptomi kard, a khopes vagy khepes eredetére vonatkozóan többféle elmélet létezik. I. e. 1300 körül kikerült a használatból. Eleinte bronzból, majd vasból is készült, az ívének a külső oldalát élezték ki.

#### Lándzsa

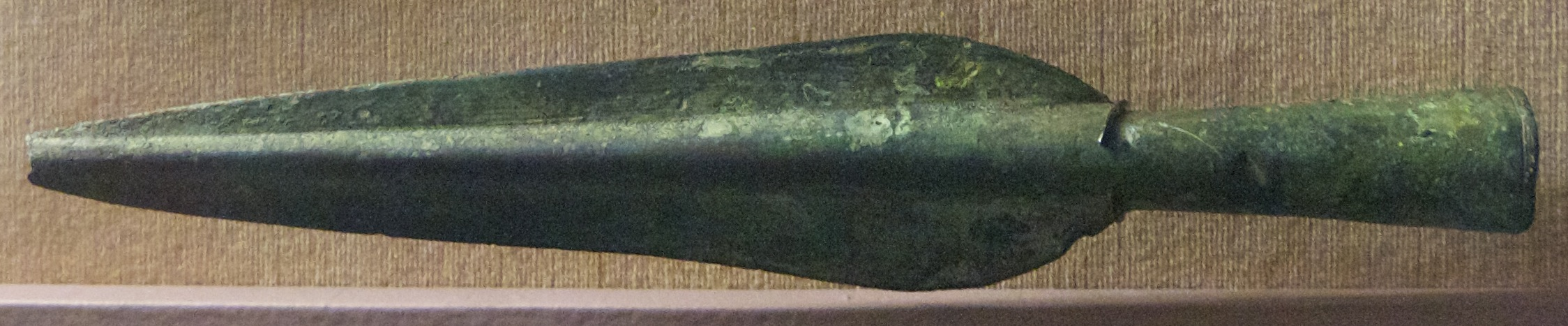
Egyiptomi bronz lándzsahegy az i. e. 2. évezredből

A hegyes végű hosszú bot, a lándzsa vagy dárda – későbbi változatait sok egyéb néven ismerték magyarul is – az emberiség ősi fegyvere, minden kultúra használta vadászatra, harcra, így az ókori egyiptomiak is. Döfésre és hajításra egyaránt alkalmas volt, Egyiptomban azonban távolról sem kapott olyan nagy szerepet, mint később a görög és a római seregekben. Vadászati alkalmazását megörökítette a nevezetes Vadász-paletta az i. e. 3100 körüli évekből. Az Újbirodalom idején a harci kocsikon alkalmazták kiegészítő fegyverként, főleg arra az esetre, ha kifogyott a nyílvessző.
III. Ramszesz egyik ábrázolásán fennmaradt egy korabeli, mintegy kétméteres lándzsa képe, amint azzal a fáraó megöl egy líbiai ellenséget.
Könnyű változata, a gerely dobófegyver volt, de háttérbe szorult az íj és nyíl mögött.

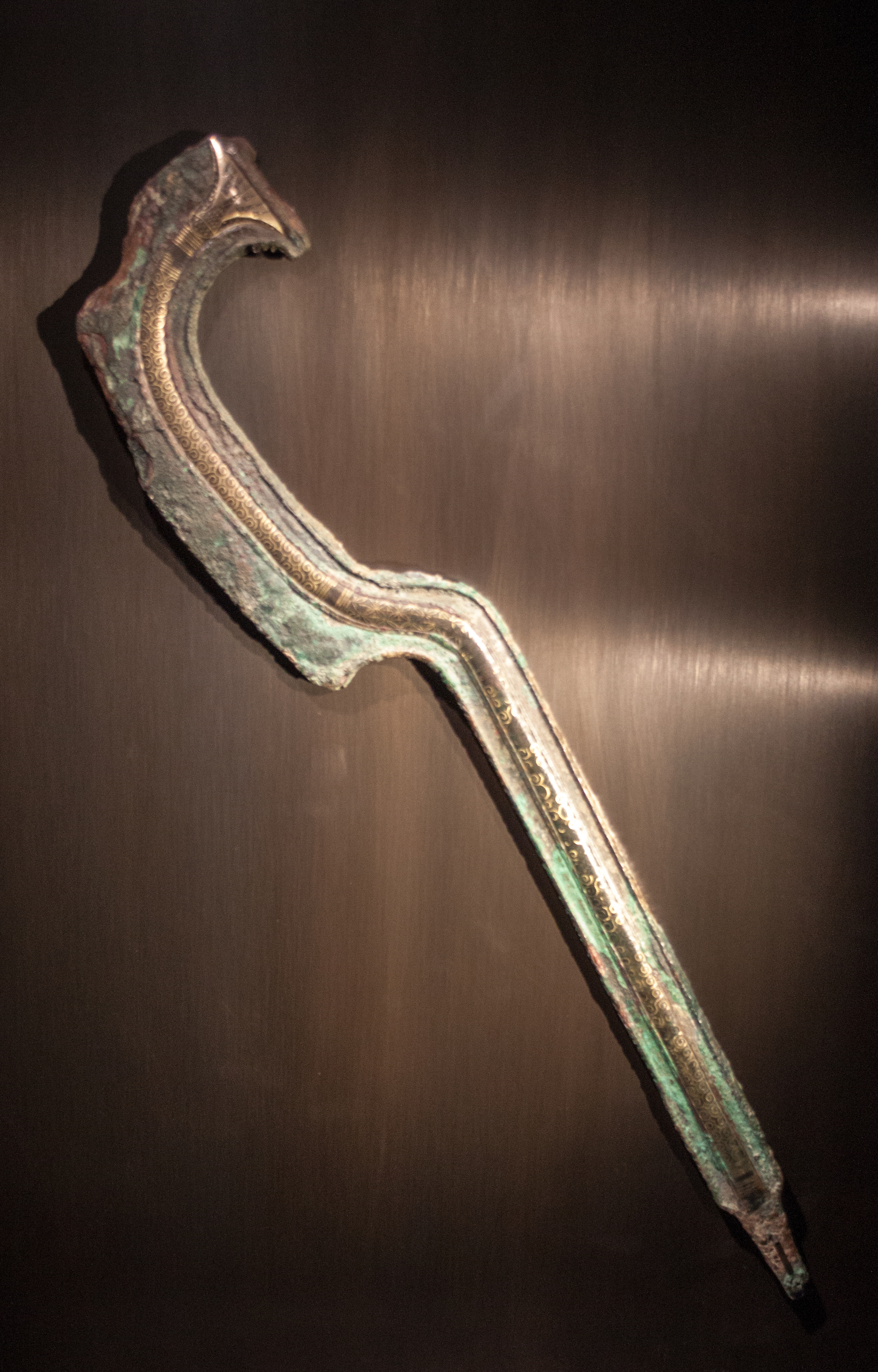
Egyiptomi kard, khepes

### Távolsági fegyverek

#### Hajítófa

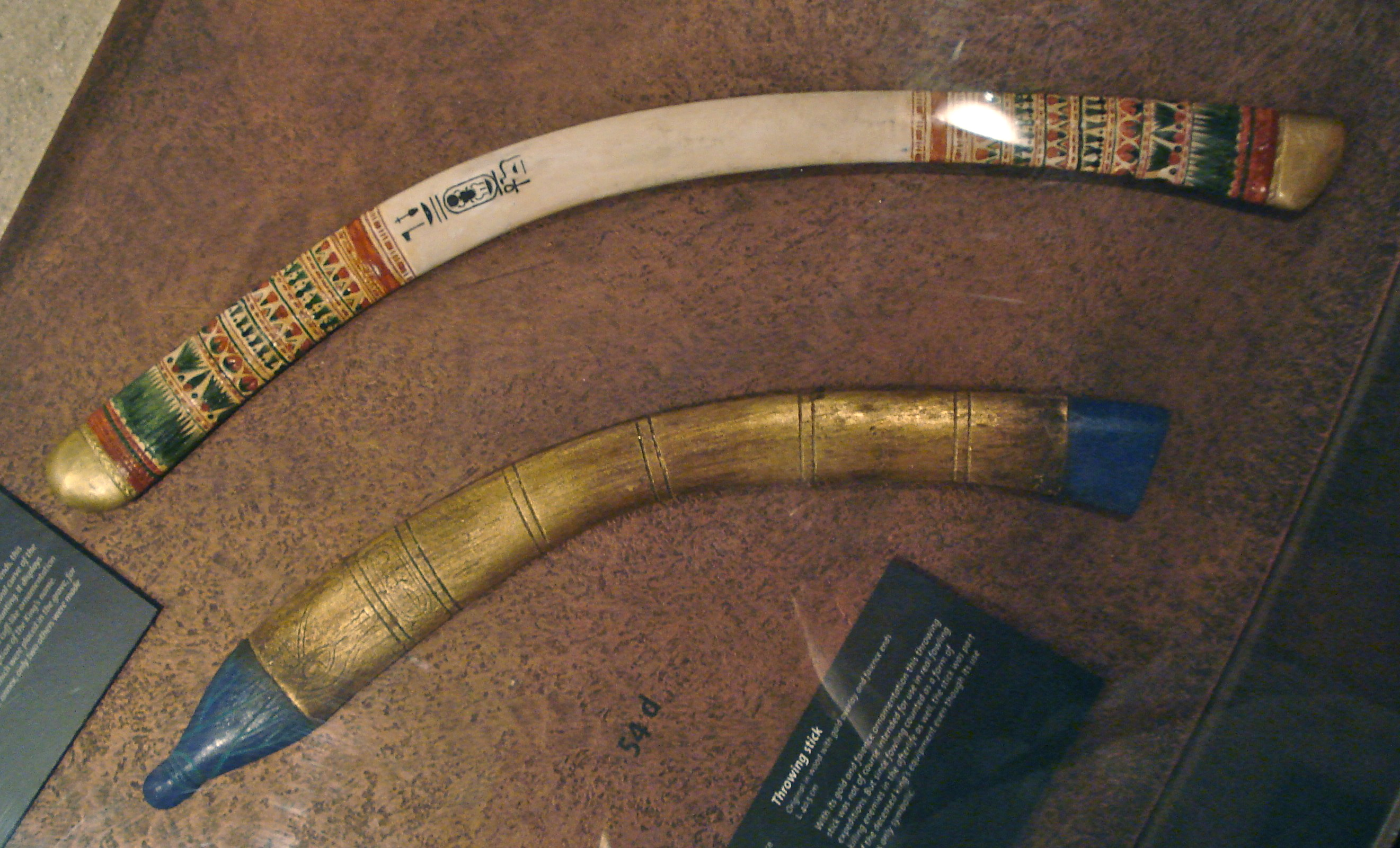
Hajítófák Tutanhamon sírjából

Az ókori egyiptomiak hadi célokra is alkalmazták a hajítófát, ami már a paleolitikum óta használatban volt a világ sok táján, főleg madarak vadászatára. Általában a bumeránghoz hasonlóan hajlított fából készült, két végét megedzették vagy nehezéket rögzítettek rá. Katonai jelentősége csekély maradt, ennek ellenére az adatok szerint a hadsereg egészen az Újbirodalom végéig alkalmazta. Tutanhamon fáraó sírjában sok különböző kiképzésű, gazdagon díszített darabot találtak.

#### Parittya
A kövek hajítása parittyával alig igényelt felszerelést és csekély gyakorlattal is alkalmas lehetett az ellenfél zaklatására. Egyszerű fegyverként azonban háttérbe szorult, különösen az íj mögött, az ábrázolásokon keveset szerepel, romlandó anyaga miatt pedig alig mutatható ki a leletekben. Első rajzai az i. e. 20. századból maradtak fenn. Egyik fő előnye az volt, hogy könnyen lehetett hozzá találni „töltényt”. Amikor az egyiptomi későkorban az ólom könnyebben hozzáférhetővé vált, a parittyák számára is öntöttek lövedékeket, időnként jelzéssel is ellátva. Az ólomgolyók nagyobb súlyuk miatt hatékonyabbak voltak a kis köveknél.

### Íj, nyíl, tegez
Az íj és nyíl az emberiség legősibb fegyverei közé tartoznak. Az eddig talált legrégebbi olyan leletek, amelyek azt bizonyítják, hogy ezzel a fegyverrel ember ember ellen harcolt, i. e. 10 000 körüli időből származnak. A legrégebbi egyiptomi íjleletek anyagai fa (keleti platán) és citromfa (Xymalos), állati eredetű ín, vagy bélből csavart húr és szaru voltak. Már a predinasztikus korban egymás mellett léteztek az egyszerű és összetett íjak. Az egyszerű íjak egy darab fából készültek, végeik ívelése hasonlít a modern kori Afrikában is használatos egyszerű íjakéhoz. Más íjakat két darabból állítottak össze, középen egy antilopszarvból készült összekötő elemmel. Az Újbirodalom idején, a hükszoszok hatására, megjelentek a Közel-Keletről – más korszerű fegyverekkel együtt – importált bonyolultabb összetett íjak is, de mellettük mindvégig használatban maradtak az egyszerű változatok. Ebben a korban ívelt helyett szögletes íjakat is használtak, ezeknél a két szárat mintegy 120 fokos szögben rögzítették egymáshoz. Az íjak gyakran nagy mennyiségben szerepeltek a vazallus államokra kivetett adókban, illetve a hadizsákmányban. Az íj hivatalos jelképpé is vált a ceremóniák során, mint a középkorban a buzogány vagy a jogar.
A nyílvesszők főleg nádból vagy fából készültek. Egyszerű szerkezetük alig változott az óegyiptomi történelem ezredéve folyamán. A régészek bizonyítékokat találtak arra, hogy a XVIII. dinasztia íjaihoz használtak a predinasztikus korból származó nyílvesszőket is. A régebbi korokban a nyílvesszők hossza 48 és 55 cm között mozgott, de az Újbirodalom idejére elérte a 70–76 cm-t is. A végükre általában három kis tollat rögzítettek. Csomókba kötve, illetve bőrből, fából vagy növényi rostokból szőtt anyagból készült tegezekben tárolták őket. Öt, de 79 nyílvesszőt tartalmazó tegezt is találtak a régészek. A könnyű hajítódárdákat, a gerelyeket is tegezben hordozták magukkal a katonák, és időnként nehéz megkülönböztetni a kis gerelyt a nagy nyílvesszőtől a leletek között. A tegezek is fontos részét képezték a harci felszerelésnek, gyakran igen díszesek voltak. A III. Ramszesz egyik hadjárata után készült zsákmánylistában 2310 darab tegez is szerepel. A nyilak mellett az íjakat is tokban tartották, fennmaradtak ilyen nyújtott háromszög alakú tokok ábrázolásai, többek között egy thébai sírban.
A nyílhegyek leggyakoribb anyaga a kovakő volt. A hegyes kovakőszilánkon nyelvet hagytak, amit a vessző végébe illesztettek, azt időnként gyantával vagy más ragasztóanyaggal is rögzítették. A nyílvessző végét zsineggel körülszorították, nehogy széthasadjon. A nyílhegy anyaga lehetett még csont, keményfa, illetve később a fémművesség fejlődésével réz, bronz, majd vas is. A fáraók sírjaiból előkerültek hegyikristályból vagy elefántcsontból készült heggyel ellátott nyílvesszők is. A nyílhegyeket gyakran különleges módon képezték ki, fogazattal vagy villásan. Időnként tompa hegyet is alkalmaztak. Nagy valószínűséggel mérgezett nyilakat is használtak. Az egyiptomi íjak és nyilak átütőereje azonban mindvégig elmaradt a későbbi, hasonló középkori fegyvereké mögött, ezért is nagyon fontosnak tartották, hogy elsősorban az ellenfél nyakára célozzanak.
Az íjászokat egyes források szerint megvetették, mert „messziről és gyáván öltek”. Más adatok szerint viszont a katonaság elitjéhez tartoztak. A fennmaradt falfestmények, ábrázolások tanúsága szerint gyakran szerepeltek az uralkodó díszkíséretében. Kiképzésük már kora gyermekkorukban megkezdődött.

### Harci kocsik
A hükszoszok addig ismeretlen fegyverekkel, a harci kocsikkal támadtak az addig csak gyalogos csapatokkal rendelkező országra, de az egyiptomiak hamarosan elsajátították ezek készítését. Az első egyiptomi kocsik szorosan másolták a hükszoszok nehéz harci szekereit, még a felhasznált díszítésekben is a támadóktól átvett spirális rajzok, pálma- és állatábrázolások szerepeltek. Később azonban az egyiptomiak könnyebb, a hazai terepviszonyokhoz jobban alkalmazkodó, rugalmasabban irányítható kocsikat készítettek. I. e. 1000 után már exportálták is ezeket. A nehéz faváz helyett gyakran bőrcsíkokból készült elemet alkalmaztak, a négyküllős kerekek helyett hatküllőseket készítettek. Meghosszabbították a kocsirudat, a tengelyt pedig hátrébb helyezték, a keréknyomtávot megnövelték, így a kocsik könnyebben kormányozhatóvá váltak. A kocsi alja 70 cm-re volt a földtől. A két lovat a kocsirúdhoz kötötték, szájukban zabla volt, szemükre ellenzőt erősítettek. Az egyiptomi harci kocsi önsúlya nem érte el a 30 kilót, és akár 40 km/h sebességre is képes volt.
I. Thotmesz fáraó idejéből már források szólnak arról, hogy a harci kocsik a hadsereg szerves részét alkották, eleinte a gyalogságon belül, mégpedig elit egységekként. Aki be akart kerülni a harci kocsizók közébe, magának kellett megvennie ezt a drága harci eszközt. Idegen származásúak nem kerülhettek a körükbe. III. Amenhotep idejéből vannak adatok arra, hogy a harci kocsizók már önálló, félelmetes fegyvernemet alkottak. A fáraók harci kocsijait lapis lazulival, elefántcsonttal, arannyal díszítették.
Az egyiptomi harci kocsikon általában két katona harcolt: a kocsihajtó, mögötte az íjász. Az íjász testét lenvászonból vagy bőrből készült tunika fedte, amelybe bronzpikkelyeket varrtak, mintegy páncélt alkotva. Bronzsisak és nyakpánt is védte az ellenséges nyilaktól. A lovakat is igyekeztek „védőöltözettel” óvni. Az íjásznak erős, kettős ívű, összetett íja volt, hosszú, fémhegyű nyílvesszőkkel, amelyeket a kocsi két oldalára erősített tegezekben helyeztek el, csakúgy, mint a gerelyeket, a lándzsát, esetleg kardot, tőrt, amit a harcos közelharcban használhatott, vagy ha már kilőtte összes nyilát. A kocsi félkör alakú hátsó platformja teljesen nyitott volt. Az íjász, de szükség esetén a hajtó is könnyen leugorhatott, ha a kocsi – amint az gyakran előfordult – felborulni készült, de könnyen vissza is kapaszkodhattak, ha lehetőségük nyílt rá.
A harci kocsi elsődleges harcászati szerepe az volt, hogy a korabeli lövészek, az íjászok mobil platformja legyen, eljuttassa őket a harcmező azon pontjára, ahonnan ők – akár a már álló kocsiról – a legnagyobb hatást fejthették ki a csata kimenetelére. Fedezték a gyalogság osztagait, és különösen alkalmasak voltak a menekülő ellenség üldözésére. Szállítóeszközként utánpótlást is vihetett a kulcsfontosságú helyekre. Emellett a győztes csata végén üldözhette az ellenséget, valamint összeszedhette a sebesülteket.
A harci kocsikat a nagy templomok környékén kialakított kézműipari központokban gyártották, amint a többi fegyvereket is. Nemesi sírokban fennmaradt a kocsigyártásnak, a faanyag előkészítésének, hajlításának ábrázolása is. Tutanhamon fáraó sírjában hat teljes harci kocsi maradványait találták meg. A kocsik készítéséhez szilfát, tamariszkuszt, nyírfakérget használtak.

#### Lovasság

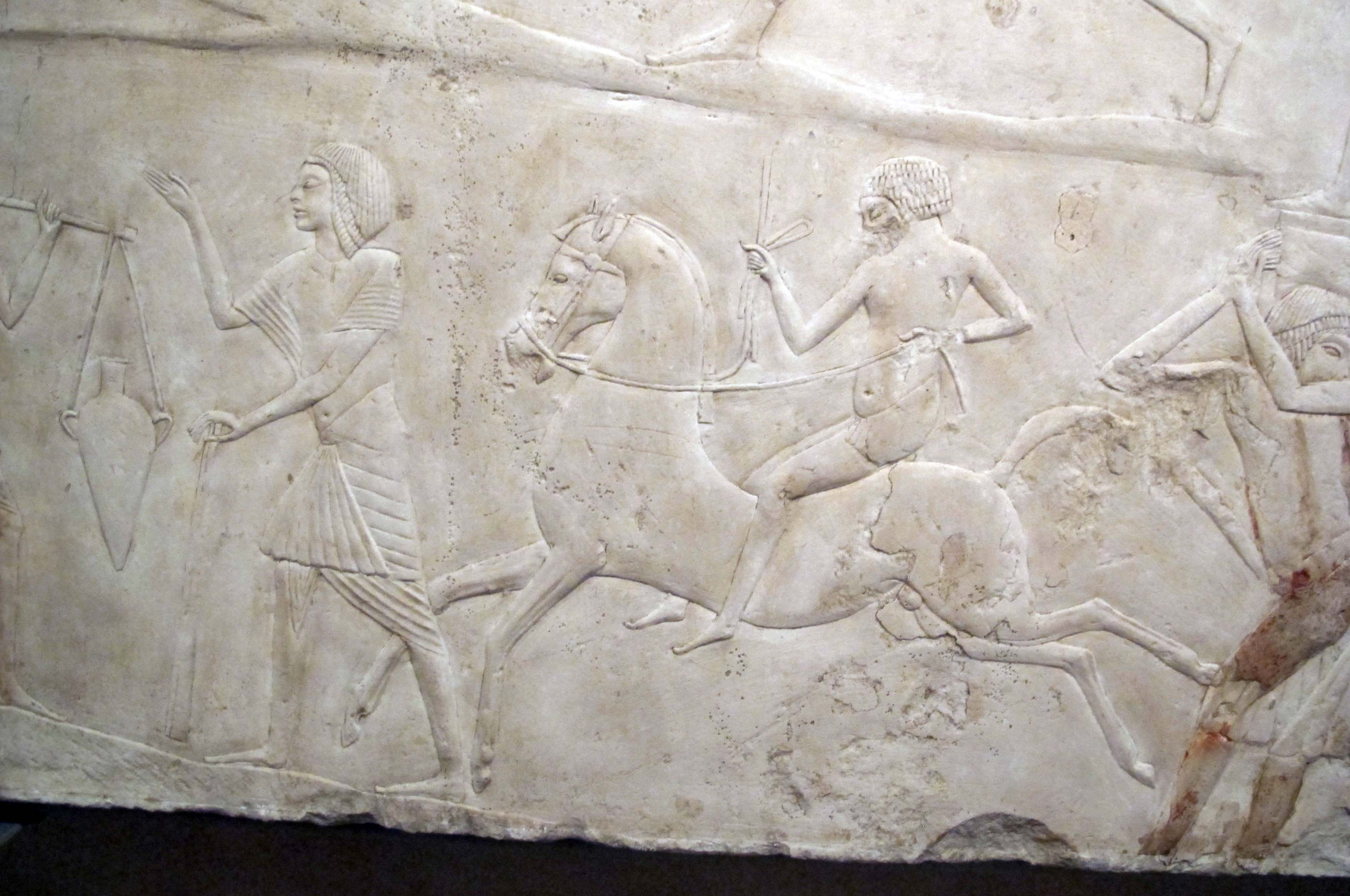
Lovas ábrázolása Horemheb szakkarai sírjában, i. e. 1305 körül

A lovak elsősorban a harci kocsik miatt voltak fontosak, a lóhátról folytatott harc csak az egyiptomi későkorban kezdett megjelenni. A lótenyésztés Egyiptomban nem volt hagyományos tevékenység, a királyi istállók csak nehezen tudtak elég állatot szaporítani. Ezért lovak zsákmányolásával, a legyőzöttekre kivetett hadisarccal is igyekeztek növelni az állományt. I. Thotmesz fáraó uralkodásától kezdve kiemelt figyelmet fordítottak az uralkodók lovászatára. A lovak, a lovasság főfelügyelője magas állami tisztség lett. (Ez a hagyomány, sok egyiptomi „újítással” együtt, tovább élt a középkori Európában, sőt később is, mivel a marsall rendfokozat a frank királyok lovászmesterének rangjából alakult ki.)
A lovakat nagy becsben tartották, jó legelőkön legeltették, a fennmaradt szövegek szerint „finomra vágott szénát” kellett nekik adni. Megkezdték az állatorvosi szolgálat kialakítását is. Az állatokat gondosan ápolták, kefélték, sörényüket strucctollal, a lószerszámokat aranycsatokkal díszítették. Különösen nagy kultusza volt a méneknek. III. Amenhotep idején az előkelők levelezésében egy olyan, szinte kötelező udvariassági formula szerepelt, amelyben egymás lovainak egészségi állapotáról érdeklődtek.

### Védőeszközök

#### Pajzs
A legősibb védőeszköz a pajzs volt, amit már az ősi marhatenyésztő törzsek is használtak küzdelmeik során. Ezek a legtöbbször ovális pajzsok marhabőrrel bevont falemezekből készültek; a marhabőrmintázat, leggyakrabban festve, az Egyiptomi Birodalom egész történelme során hagyományos maradt. E pajzsok mai maszáj párhuzamai továbbra is használatosak Afrikában. Az Újbirodalom idején a Közel-Keletről a harci kocsikkal együtt „importált” Resep istent is ábrázolták pajzzsal és lándzsával, bár a védekező műveletek, így a pajzs ábrázolása tényleges célszerű használata közben, az egyiptomi művészetben propagandaszempontok miatt alig fordult elő.
A pajzsokat a katonák, a fegyverzet más elemeivel együtt, központi raktárakból kapták az államtól. Tutanhamon fáraó sírjából számos művészi kidolgozású, gepárdbőr bevonattal készült pajzs is előkerült.

#### Sisak
Az egyiptomi harcosok az Újbirodalom idejétől kezdtek sisakot viselni. Eleinte a királyi személyeken kívül csak a tiszteknek és az elit csapatoknak, mint az íjászok, jutott a bronz fejvédőkből. Egy előkelő sírjában talált bronzsisakot három strucctoll ékesített. A sírokból gondosan kidolgozott fadobozok is előkerültek, amelyek az értékes sisakok tárolására szolgáltak. A sisak használata később szélesebb körben is elterjedt. II. Ramszesz idejéből fennmaradt ábrázolásokon az várakat ostromló katonák fejét már sisak védi.

#### Páncélzat
A test védelmét szolgáló pikkelyes páncélzat az uralkodó és közvetlen környezetének kiváltsága volt. A lánc- vagy sodronying az Újbirodalom idején már egy fokkal elterjedtebb volt, de még mindig főleg csak az elit viselhette. A hagyomány szerint II. Ramszesz a Tunip közelében vívott csata során nem viselte páncélingét, hogy ezzel is bátorságra tüzelje katonáit. Az egyszerű katonák vastag, kikeményített vásznat csavartak testükre védelem gyanánt, bizonyos fokig ez is védelmet nyújtott az ütések, szúrások ellen. Altestük védelmére gyakran bőrből készült ágyékkötőt viseltek kívül a tunikájukon, ez egyben harciasan kiemelte férfiasságukat is.

## Fordítás
- Ez a szócikk részben vagy egészben a Military of ancient Egypt című angol Wikipédia-szócikk ezen változatának fordításán alapul.  Az eredeti cikk szerkesztőit annak laptörténete sorolja fel. Ez a jelzés csupán a megfogalmazás eredetét és a szerzői jogokat jelzi, nem szolgál a cikkben szereplő információk forrásmegjelöléseként.